# Mentzelia pachyrhiza
Mentzelia pachyrhiza är en brännreveväxtart som beskrevs av Ivan Murray Johnston. Mentzelia pachyrhiza ingår i släktet Mentzelia och familjen brännreveväxter. Inga underarter finns listade i Catalogue of Life.